# Pachymerinus canaliculatus
Pachymerinus canaliculatus är en mångfotingart som först beskrevs av Paul Gervais 1849.  Pachymerinus canaliculatus ingår i släktet Pachymerinus och familjen storjordkrypare. Inga underarter finns listade i Catalogue of Life.